# 诺丁汉网球中心

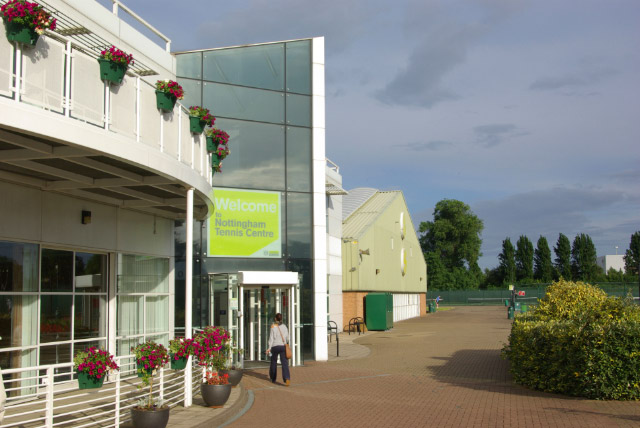
诺丁汉网球中心

诺丁汉网球中心（英語：Nottingham Tennis Centre）是位于英国诺丁汉的一个网球场馆。该中心全年举办一系列网球赛事，例如在大满贯赛事温布尔登网球锦标赛之前举行的诺丁汉网球公开赛。
杰克·布里顿杯锦标赛每年都在该网球中心举行，该赛事以杰克·布里顿（1911–2005）的名字命名。
英国戴维斯杯冠军成员丹·埃文斯经常在这里与英国草地网球协会（LTA）的教练马克·希尔顿和礼顿·阿尔弗雷德一同训练。